# Волочаєвські дні
«Волочаєвські дні» — радянський історико-революційний художній фільм, знятий на кіностудії «Ленфільм» в 1937 році режисерами братами Васильєвими (Георгій Васильєв, Сергій Васильєв). Прем'єра фільму відбулася 20 січня 1938 року. Фільм був відновлений на кіностудії «Мосфільм» в 1967 році.

## Сюжет
У 1918 році на рейді Владивостока з'являється японська ескадра. На флагманському кораблі полковник Усіжима (артист Лев Свердлін), який очолює японський експедиційний корпус, розмовляє з американським журналістом. Полковник заявляє, що його хобі — ботаніка і він прибув до Сибіру збирати незабудки, які можна знайти тільки в Сучанському районі. Насправді японцям потрібен лише привід для інтервенції. Організація провокації доручена білогвардійському поручику Гришину. Поручик здійснює вбивство японського годинникаря. Слідом за цим у Владивостоці висаджуються японські війська.

## У ролях
- Варвара М'ясникова —  Маша  (роль переозвучила Клара Лучко)
- Микола Дорохін —  Андрій  (роль переозвучив Євген Матвєєв)
- Лев Свердлін —  полковник Усіжима
- Юрій Лавров —  поручик Гришин
- Василь Гущинський —  осавул  (роль переозвучив В'ячеслав Шалевич)
- Борис Блінов —  матрос Бублик
- Володимир Лукін —  селянин Єгор Квітко
- Іван Добролюбов —  Фалалей
- Олександр Морозов —  Трофімич
- Андрій Апсолон —  помічник машиніста, Льонька
- Федір Чагін —  Семен Миколайович
- Олексій Матов —  Валерій Якович
- Борі Хайдаров —  полонений японець
- Борис Чирков —  хитрий старий
- Іван Сизов —  партизан
- Всеволод Семенов —  партизан
- Сергій Філіппов —  партизан
- Анатолій Кузнєцов —  партизан
- Василь Меркур'єв —  п'яний докер
- Павло Волков —  епізод
- Валерій Соловцов —  епізод
- Сергій Карнович-Валуа —  церковний регент
- Костянтин Сорокін —  п'яний

## Знімальна група
- Автори сценарію і постановки — режисери брати Васильєви (Георгій Васильєв, Сергій Васильєв)
- Директор картини — Олександр Гінзбург
- Шеф-оператор — Олександр Сігаєв
- Оператор — Аполлінарій Дудко
- Композитор — Дмитро Шостакович
- Автор тексту партизанської пісні — Андрій Апсолон